# Diário dos Mortos
Diário dos Mortos (no original: Diary of the Dead) é um filme estadunidense de terror escrito e dirigido por George A. Romero. Estreou no dia 17 de abril de 2008 em Portugal e 12 de dezembro de 2008
no Brasil. 

## Sinopse
Um grupo de estudantes de cinema passam a registrar com suas câmeras, no meio do caos, o que ocorre quando os zumbis inexplicavelmente passam a tomar conta do mundo. Ao mesmo tempo, eles também acompanham pela internet, por meio de vídeos e relatos em blogs, como a situação aterroriza o planeta. Um deles fica especialmente obcecado com o registro, colocando em perigo sua vida para registrar o acontecimento.

## Elenco
- Shawn Roberts como Tony Ravello
- Joshua Close como Jason Creed
- Michelle Morgan como Debra Moynihan
- Joe Dinicol como Eliot Stone
- Scott Wentworth como Andrew Maxwell
- Philip Riccio como Ridley Wilmott
- George Buza como Biker
- Amy Lalonde como Tracy Thurman
- Tatiana Maslany como Mary Dexter
- R .D. Reid como Samuel
- Tino Monte como Apresentador de notícias
- Megan Park como Francine Shane
- Martin Roach como Estranho
- Alan van Sprang como Colonel
- Matt Birman como Soldado zumbi
- Laura DeCarteret como Bree
- Janet Lo como Mulher asiática
- Rebuka Hoye como Zumbi
- Todd William Schroeder como Brody
- Alexandria DeFabiis como Zumbi
- Nick Alachiotis como Fred
- George A. Romero como Chefe de polícia
- Boyd Banks como Armista
- Gregory Nicotero como Cirurgião zumbi
- Chris Violette como Gordo Thorsen

- Quentin Tarantino, Wes Craven, Guillermo del Toro, Simon Pegg e Stephen King emprestaram suas vozes como leitores de notícias no filme.[2]

## Prêmios e Indicações

### Prêmios
Festival de Cinema Fantástico de Gérardmer
- Prêmio da Crítica: 2008